# Morten Wieghorst
Morten Wieghorst (Glostrup, Dinamarca, 25 de febrero de 1971) es un exfutbolista y entrenador danés que se desempeñaba como centrocampista. Actualmente es asistente técnico de la selección de Dinamarca.

## Carrera como jugador
Nacido en Glostrup, comenzó su carrera en el Lyngby BK en 1989 y formó parte del equipo ganador de la Copa de Dinamarca 1990.En la temporada 1991-92, jugó 24 partidos para luego ganar la Superliga danesa. Participó en los partidos de clasificación de la Liga de Campeones de la UEFA 1992-93 contra el equipo escocés Rangers en septiembre de 1992, y poco después se mudó a jugar a Escocia.
En la temporada 1992-93, Wieghorst se unió al Dundee, pero no pudo evitar que el club descendiera a la Primera División de Escocia al final de la campaña 1993-94.En diciembre de 1995, fue transferido al Celtic aunque las lesiones arruinaron sus dos primeras temporadas en Glasgow.En 2000, le diagnosticaron el síndrome de Guillain-Barré y, tras el tratamiento, pasó un año en recuperación antes de volver a jugar en un partido de la Copa de Escocia en noviembre de 2001.
En el verano del 2002, fichó por el Brøndby IF y fue uno de los primeros refuerzos del nuevo entrenador Michael Laudrup.Fue nombrado vicecapitán del equipo detrás de Per Nielsen, y ganó su segunda Copa de Dinamarca en 2003. En mayo de 2004, Wieghorst sufrió una lesión en la rodilla en el derbi "New Firm" contra el F.C. Copenhague. Más tarde, formó parte del equipo que ganó el doblete tanto en la temporada 2004-05. En mayo de 2005, menos de un mes después de su rehabilitación, anunció su retirada al final de la temporada el 26 de junio de 2005.

## Selección nacional
En agosto de 1994, Wieghorst hizo su debut con la selección de Dinamarca, cuando entró como suplente y marcó el gol decisivo en la victoria amistosa por 2-1 ante Finlandia.Fue seleccionado para disputar la Copa Mundial de la FIFA 1998 y jugó tres partidos en el torneo.En octubre de 1999, su etapa en la selección nacional volvió a detenerse debido a su enfermedad.En agosto de 2002, volvió a ser convocado para disputar un amistoso frente a Escocia.
En febrero de 2003, fue seleccionado para integrar el equipo nacional de fútbol de la Liga XI de Dinamarca, formado por los mejores jugadores daneses de la Superliga, para jugar una serie de partidos amistosos no oficiales contra varios equipos nacionales asiáticos. En un partido contra Irán, un jugador iraní confundió un silbato del público con la señal del árbitro del descanso y recogió el balón con las manos en el área penal. El árbitro sancionó un penalti, pero tras consultar con el entrenador de la selección nacional, Morten Olsen, Wieghorst falló el penalti a propósito apuntado hacia los carteles publicitarios.Posteriormente, recibirían el premio Fair Play que otorga el Comité Olímpico Internacional.

## Carrera como entrenador

### FC Nordsjælland
Después de poner fin a su carrera como futbolista, se convirtió en asistente técnico del FC Nordsjælland durante la temporada 2005-06. Cuando despidieron al entrenador Johnny Petersen, Wieghorst fue nombrado para dirigir al primer equipa a partir de la siguiente temporada.Durante su etapa en el club danés, conquistó la Copa de Dinamarca en las campañas 2009-10 y 2010-11.

### Dinamarca Sub-21
El 28 de febrero de 2011, la Unión Danesa de Fútbol lo confirmó como el sucesor de Keld Bordinggaard como entrenador de la selección sub-21 de Dinamarca.No obstante, continuó al frente del Nordsjælland hasta el final de la temporada 2010-11.

### AGF
Luego de un paso como asistente técnico en el Swansea City,Wieghorst fue nombrado entrenador del AGF en mayo de 2014 y firmó un contrato por tres temporadas.Consiguió que el equipo ascendiera a la Superliga danesa en su primera temporada. Sin embargo, fue despedido el 5 de diciembre de 2015 debido a una serie de malos resultados en el torneo local.
El 2 de enero de 2017, se convirtió en el entrenador del AaB de la Superliga danesa.En noviembre de 2018, fue despedido de su cargo luego de una serie de malos resultados.

### Selección de Dinamarca
El 12 de junio de 2019, se anunció que Wieghost sería asistente técnico de Kasper Hjulmand en la selección de Dinamarca a partir de julio de 2020.Cuando Hjulmand renunció tras la Eurocopa 2024, fue nombrado al frente de la selección nacional hasta final de año.Sin embargo, no pudo dirigir en la fecha FIFA del mes de septiembre por estrés.En septiembre del 2024, la Unión Danesa de Fútbol anunció que Lars Knudsen ocuparía su lugar a partir del mes de octubre.

## Clubes

### Como jugador
| Club       | País      | Año       | Partidos | Goles |
| ---------- | --------- | --------- | -------- | ----- |
| Lyngby BK  | Dinamarca | 1989-1992 | 71       | 4     |
| Dundee     | Escocia   | 1992-1995 | 90       | 11    |
| Celtic     | Escocia   | 1995-2002 | 86       | 10    |
| Brøndby IF | Dinamarca | 2002-2005 | 65       | 14    |

### Como entrenador
| Club                          | País      | Año       |
| ----------------------------- | --------- | --------- |
| FC Nordsjælland               | Dinamarca | 2006-2011 |
| Selección sub-21 de Dinamarca | Dinamarca | 2011-2013 |
| AGF                           | Dinamarca | 2014-2015 |
| AaB                           | Dinamarca | 2017-2018 |
| Selección de Dinamarca        | Dinamarca | 2024      |

## Palmarés

### Como jugador

#### Campeonatos nacionales
| Título                      | Club       | País      | Año     |
| --------------------------- | ---------- | --------- | ------- |
| Copa de Dinamarca           | Lyngby BK  | Dinamarca | 1989-90 |
| Superliga de Dinamarca      | Lyngby BK  | Dinamarca | 1991-92 |
| Primera División de Escocia | Celtic     | Escocia   | 1997-98 |
| Copa de la Liga de Escocia  | Celtic     | Escocia   | 1997-98 |
| Copa de la Liga de Escocia  | Celtic     | Escocia   | 1999-00 |
| Supercopa de Dinamarca      | Brøndby IF | Dinamarca | 2002    |
| Copa de Dinamarca           | Brøndby IF | Dinamarca | 2002-03 |
| Superliga de Dinamarca      | Brøndby IF | Dinamarca | 2004-05 |
| Copa de Dinamarca           | Brøndby IF | Dinamarca | 2004-05 |

#### Campeonatos internacionales
| Título        | Club/Selección         | País      | Año  |
| ------------- | ---------------------- | --------- | ---- |
| Copa Rey Fahd | Selección de Dinamarca | Dinamarca | 1995 |

### Como entrenador

#### Campeonatos nacionales
| Título            | Club            | País      | Año     |
| ----------------- | --------------- | --------- | ------- |
| Copa de Dinamarca | FC Nordsjælland | Dinamarca | 2009-10 |
| Copa de Dinamarca | FC Nordsjælland | Dinamarca | 2010-11 |